# Вистенгоф, Павел Фёдорович
Павел Фёдорович Вистенгоф (1814 — после 1883) — писатель, соученик М. Ю. Лермонтова по Московскому университету.

## Биография
Родился в семье архивариуса Ивана Фёдоровича Вистенгофа 4 (16) февраля 1814 года, в Вязниках Владимирской губернии. Отец был уроженцем Дрездена, принявшим российское подданство; мать — урождённая Алымова.
В 1831—1832 гг. был вольнослушателем на словесном отделении Московского университета, где посещал лекции вместе с М. Ю. Лермонтовым. В 1834 году начал учиться на юридическом факультете Казанского университета, который окончил со степенью действительного студента в 1839 году. С конца 1840 по 1844 год служил в Гусарском полку герцога Лейхтенбергского, из которого был уволен поручиком. В 1845 году был определён в штат Московской полиции квартальным поручиком.
В 1848 году поступил в Александрийский гусарский полк, с которым участвовал в подавлении революции в Венгрии и в Крымской войне на Дунайском театре военных действий (в 1853 году — под началом Андрея Николаевича Карамзина).
В 1856—1861 годах служил в Полтавском пехотном полку. Вышел в отставку с чином капитана и пенсией.
С 1864 года — вновь на службе; служил в разных губерниях (в т. ч. Смоленской, Вятской) и в разных ведомствах (преимущественно полицейских). В 1877 году был полицмейстером Симферополя.
П. Ф. Вистенгоф является автором «Очерков московской жизни», романа «Урод» и др. Его воспоминания содержат сведения о широте интеллектуальных интересов Лермонтова.